# Лінкорт (Нью-Йорк)
Лінкорт (англ. Lyncourt) — переписна місцевість (CDP) в США, в окрузі Онондага штату Нью-Йорк. Населення — 4376 осіб (2020).

## Географія
Лінкорт розташований за координатами 43°4′55″ пн. ш. 76°7′35″ зх. д. / 43.08194° пн. ш. 76.12639° зх. д. (43.082032, -76.126268).  За даними Бюро перепису населення США в 2010 році переписна місцевість мала площу 3,22 км², уся площа — суходіл.

## Демографія
Згідно з переписом 2010 року, у переписній місцевості мешкало 4250 осіб у 1917 домогосподарствах у складі 1100 родин. Густота населення становила 1320 осіб/км².  Було 2016 помешкань (626/км²).
Расовий склад населення:
| - 88,3 % — білих - 6,1 % — чорних або афроамериканців - 1,7 % — азіатів - 0,5 % — корінних американців |

До двох чи більше рас належало 2,8 %. Частка іспаномовних становила 3,5 % від усіх жителів.
За віковим діапазоном населення розподілялося таким чином: 19,8 % — особи молодші 18 років, 62,1 % — особи у віці 18—64 років, 18,1 % — особи у віці 65 років та старші. Медіана віку мешканця становила 41,9 року. На 100 осіб жіночої статі у переписній місцевості припадало 90,6 чоловіків;  на 100 жінок у віці від 18 років та старших — 88,4 чоловіків також старших 18 років.
Середній дохід на одне домашнє господарство  становив 49 856 доларів США (медіана — 44 709), а середній дохід на одну сім'ю — 56 286 доларів (медіана — 56 500). Медіана доходів становила 50 208 доларів для чоловіків та 36 310 доларів для жінок. За межею бідності перебувало 19,7 % осіб, у тому числі 35,6 % дітей у віці до 18 років та 12,4 % осіб у віці 65 років та старших.
Цивільне працевлаштоване населення становило 1891 особа. Основні галузі зайнятості: освіта, охорона здоров'я та соціальна допомога — 25,0 %, роздрібна торгівля — 15,6 %, науковці, спеціалісти, менеджери — 10,4 %, мистецтво, розваги та відпочинок — 9,0 %.